# Ctenoplusia euchroides
Ctenoplusia euchroides är en fjärilsart som beskrevs av Robert H. Carcasson 1965. Ctenoplusia euchroides ingår i släktet Ctenoplusia och familjen nattflyn. Inga underarter finns listade i Catalogue of Life.